# Yunohamella yunohamensis
Yunohamella yunohamensis là một loài nhện trong họ Theridiidae.
Loài này thuộc chi Yunohamella. Yunohamella yunohamensis được Friedrich Wilhelm Bösenberg & Embrik Strand miêu tả năm 1906.